# Koenikea elaphra
Koenikea elaphra är en kvalsterart som beskrevs av Viets 1930. Koenikea elaphra ingår i släktet Koenikea och familjen Unionicolidae. Inga underarter finns listade i Catalogue of Life.